# Thủy Hưng
Thủy Hưng (tiếng Trung: 始兴县, Hán Việt: Thủy Hưng huyện thị) là một huyện của địa cấp thị Thiều Quan (韶关市), tỉnh Quảng Đông, Cộng hòa Nhân dân Trung Hoa. Huyện này có diện tích, dân số. Quận được chia ra thành nhai đạo, trấn hương. Năm Vĩnh An (263 sau Công nguyên), Đông Ngô của thời Tam Quốc đã lập huyện Thủy Hưng.